# Радмила Живковић
Радмила Живковић (Крушевац, 14. јануар 1953 — Београд, 20. септембар 2024) била је српска филмска, позоришна и телевизијска глумица, позната по улогама у филмовима Сабирни центар, Мртав ладан и Зона Замфирова и серијама Срећни људи, Стижу долари и Улица липа. Добитница је награда Миливоје Живановић и Жанка Стокић.

## Биографија
Живковић је рођена 14. јануара 1953. године у Крушевцу.
Глуму је дипломирала на Факултету драмских уметности у Београду.
Каријеру је почела крајем шездесетих, да би отад играла у неколико десетина филмова. Најпознатији међу њима су Наивко, Сабирни центар, Мртав ’ладан и Полажајник. Позната је и по улогама Ђилде у ТВ серији Срећни људи, Јованке Љутић у Стижу долари, али и по Улици липа, где је играла главну улогу. Живковићева је свакако најпознатија као тетка Дока у великом биоскопском хиту Зона Замфирова. Овде је показала изванредне комичарске вештине и оставила незаборавну реплику А ти кучко! Ск ћеш д’ изедеш голем ћутек!
Живковићева је трећа добитница награде Жанка Стокић.
Одиграла је бројне улоге у филмовима  Сок од шљива, Посебан третман, Вариола вера, Још овај пут, Сабирни центар, Увек спремне жене, Полтрон, О покојнику све најлепше, Ледина, Зона Замфирова... За неке од њих награђена је највишим признањима као што су Златна арена у Пули, Царица Теодора у Нишу и друге.
Kao позоришна глумица остварила је улоге на сценама Атељеа 212, Позоришта на Теразијама, у Звездара театру, a 20 година је члан Драме Народног позоришта у Београду. Власница је награде „Миливоје Живановић", a највећи успех у каријери забележила је 6. фебруара 2005. године, када joj је уручена награда „Жанка Стокић" коју су пре ње добиле Светлана Бојковић и Милена Дравић. Ово престижно признање добила је за улогу Живке Поповић у представи Госпођа министарка у режији Јагоша Марковића, коју је са успехом играла на сцени Народног позоришта у Београду.
Фебруара 2023. додељен јој је Сретењски орден другог степена.
Из брака са сниматељем Предрагом Бамбићем имала је ћерку Бојану, глумицу. Била је удата за Драгана Михајловића.
Из Народног позоришта су потврдили да је преминула у 72. години у Београду.

## Улоге
| Год.       | Назив                               | Улога                   |
| ---------- | ----------------------------------- | ----------------------- |
| 1960-е     |                                     |                         |
| 1969.      | Осека                               |                         |
| 1970-е     |                                     |                         |
| 1974.      | Кошава                              | Келнерица               |
| 1975.      | Наивко                              | Војка                   |
| 1976.      | Иди тамо где те не познају          |                         |
| 1976.      | Кухиња                              | конобарица              |
| 1977.      | Хајдучка времена                    | сиромашна сељанка       |
| 1977.      | Гледајући телевизију (ТВ серија)    |                         |
| 1978.      | Тамо и натраг                       | Роса Богдановић         |
| 1978.      | Квар                                | Секретарица             |
| 1979.      | Другарчине                          | Милка                   |
| 1980-е     |                                     |                         |
| 1980.      | Петријин венац                      | Јелена                  |
| 1980.      | Сплав медузе                        | Надежда                 |
| 1980.      | Посебан третман                     | Мила                    |
| 1981.      | Црвени коњ                          | Олга                    |
| 1981.      | Лаф у срцу                          |                         |
| 1981.      | Сок од шљива                        | Ружа                    |
| 1982.      | Вариола вера                        | медицинска сестра Зага  |
| 1983.      | Још овај пут                        | Зорица „Зоки“           |
| 1983.      | Увоз—извоз                          |                         |
| 1984.      | Како се калио народ Горњег Јауковца | Танкосава               |
| 1984.      | О покојнику све најлепше            | Танкосава               |
| 1984.      | Улични певачи                       |                         |
| 1984.      | Камионџије 2 (серија)               | Миланка                 |
| 1984.      | Нема проблема                       | Директорова секретарица |
| 1984.      | Формула 1 (серија)                  |                         |
| 1985.      | Узми па ће ти се дати               | Велинка                 |
| 1985.      | У затвору                           | Ђина - Жаклина (Милева) |
| 1985.      | И то ће проћи                       | Служавка                |
| 1985.      | Дебели и мршави                     | Роуз, тј. Ружа Попара   |
| 1986.      | Приче са краја ходника              | Катарина                |
| 1986.      | Сиви дом (серија)                   | Шиљина мајка            |
| 1987.      | Већ виђено                          | Столетова жена          |
| 1987.      | Увек спремне жене                   | Рада Естрада            |
| 1987.      | Стратегија швраке                   | Славица Шаренац         |
| 1987.      | Иванов (ТВ филм)                    | Бабакина                |
| 1988.      | Чавка                               | Профина мајка           |
| 1989.      | Полтрон                             | Видосава Пајковић       |
| 1989.      | Кудуз                               | Анђа                    |
| 1989.      | Масмедиологија на Балкану           | Мара                    |
| 1989.      | Сабирни центар                      | Лепа                    |
| 1989.      | Балкан експрес 2 (серија)           | Удовица Ковиљка         |
| 1990-е     |                                     |                         |
| 1990.      | Балканска перестројка               | Мара                    |
| 1990.      | Заборављени (ТВ серија)             | Професорка физичког     |
| 1990.      | Стратегија швраке (мини-серија)     |                         |
| 1990.      | Адам ледоломак                      |                         |
| 1990.      | Последњи валцер у Сарајеву          | Паулина Мец Валић       |
| 1991.      | Кућа за рушење (ТВ)                 | Биса                    |
| 1992.      | Велика фрка                         | Марта                   |
| 1993.      | Рај (ТВ)                            | Надежда                 |
| 1994.      | Човек у празној соби                |                         |
| 1993-1994. | Срећни људи (серија)                | Ђилда                   |
| 1995.      | Отворена врата (серија)             | Буца                    |
| 1996.      | Мали кућни графити (серија)         | Славица Цветковић       |
| 1997.      | Танго је тужна мисао која се плеше  | Јагода Милоуснић        |
| 1998.      | Судбина једног разума               |                         |
| 2000-е     |                                     |                         |
| 2000.      | Сенке успомена                      | Емина мајка             |
| 2000.      | Луђе од луђег (ТВ)                  | Живка                   |
| 2001.      | Виртуелна стварност                 | Јелена                  |
| 2002.      | Тридесетдва квадрата                | Радинка                 |
| 2002.      | Мртав ’ладан                        | Мајка Кизе и Лемија     |
| 2002.      | Зона Замфирова                      | Дока                    |
| 2003.      | Казнени простор (ТВ серија)         | Тетка са наочарима      |
| 2003.      | Ледина                              | Дара                    |
| 2004.      | О штетности дувана                  |                         |
| 2004.      | Стижу долари                        | Јованка Љутић           |
| 2004.      | Јесен стиже, дуњо моја              | Мештанка                |
| 2005.      | Положајник                          | Савка                   |
| 2005-2006. | Стижу долари 2                      | Јованка Љутић           |
| 2007.      | Наша мала клиника                   | Катина мама             |
| 2007-2015. | Улица липа                          | Ибољка                  |
| 2009.      | Јесен стиже, дуњо моја (ТВ серија)  | мештанка                |
| 2010-е     |                                     |                         |
| 2011.      | Октобар                             | мама                    |
|            |                                     |                         |
| 2020-е     |                                     |                         |
| 2023.      | Тунел                               | Малићева мајка          |